# Formation individualisée
Une formation individualisée est une formation qui reconnaît et prend en compte la singularité du sujet: ses besoins, son parcours, son expérience, ses acquis, ses contraintes, ses ressources, ses capacités d’auto-direction, ses stratégies.
Ce type de formation prend en compte la dimension sociale des apprentissages dans une perspective de conquête d'autonomie et de construction identitaire. C'est une formation construite à plusieurs, négociée entre les parties prenantes qui concrétise l’interaction entre un projet de formation institué et des projets de formation individuels. Cette formation construite ensemble a un impact sur le rôle des acteurs et sur l’organisation, elle est régulée et évolue au cours du temps.
L'individualisation de la formation est à distinguer de l'individualisation des situations d'apprentissage qui renvoie à un ensemble d'initiatives prises par un formateur (ou une équipe pédagogique, un organisme de formation, un responsable d'action de formation) pour respecter et valoriser les stratégies et rythmes individuels d'apprentissage. La définition de l'Afnor est que "L'individualisation de la formation est un mode d'organisation de la formation visant la mise en œuvre d'une démarche personnalisée de formation. Elle met à la disposition de l'apprenant (élève, étudiant, stagiaire, apprenti...) l'ensemble des ressources et des moyens pédagogiques nécessaires à son parcours de formation et à ses situations d'apprentissage. Elle prend en compte ses acquis, ses objectifs, son rythme". Afnor, norme NF X50-750 et FD X50-751

## Document externe
- (fr) [PDF] La formation individualisée : déclaration commune de la conférence de consensus collectif de Gilly-lès-Cîteaux, avril 2008